# Ida Straus
Pour les articles homonymes, voir Straus.
Ida Straus — nom de naissance : Rosalie Ida Blun —, née le 6 février 1849 dans le grand-duché de Hesse, à Worms et morte le 15 avril 1912, est une femme américaine juive d’origine allemande et épouse du député au Congrès américain et homme d’affaires américain Isidor Straus. Le couple compte au nombre des 1 491 à 1 513 victimes emportées par le naufrage du Titanic.

## Biographie

### Enfance
Fille de :
- Nathan Blun[2] (1815-1879)

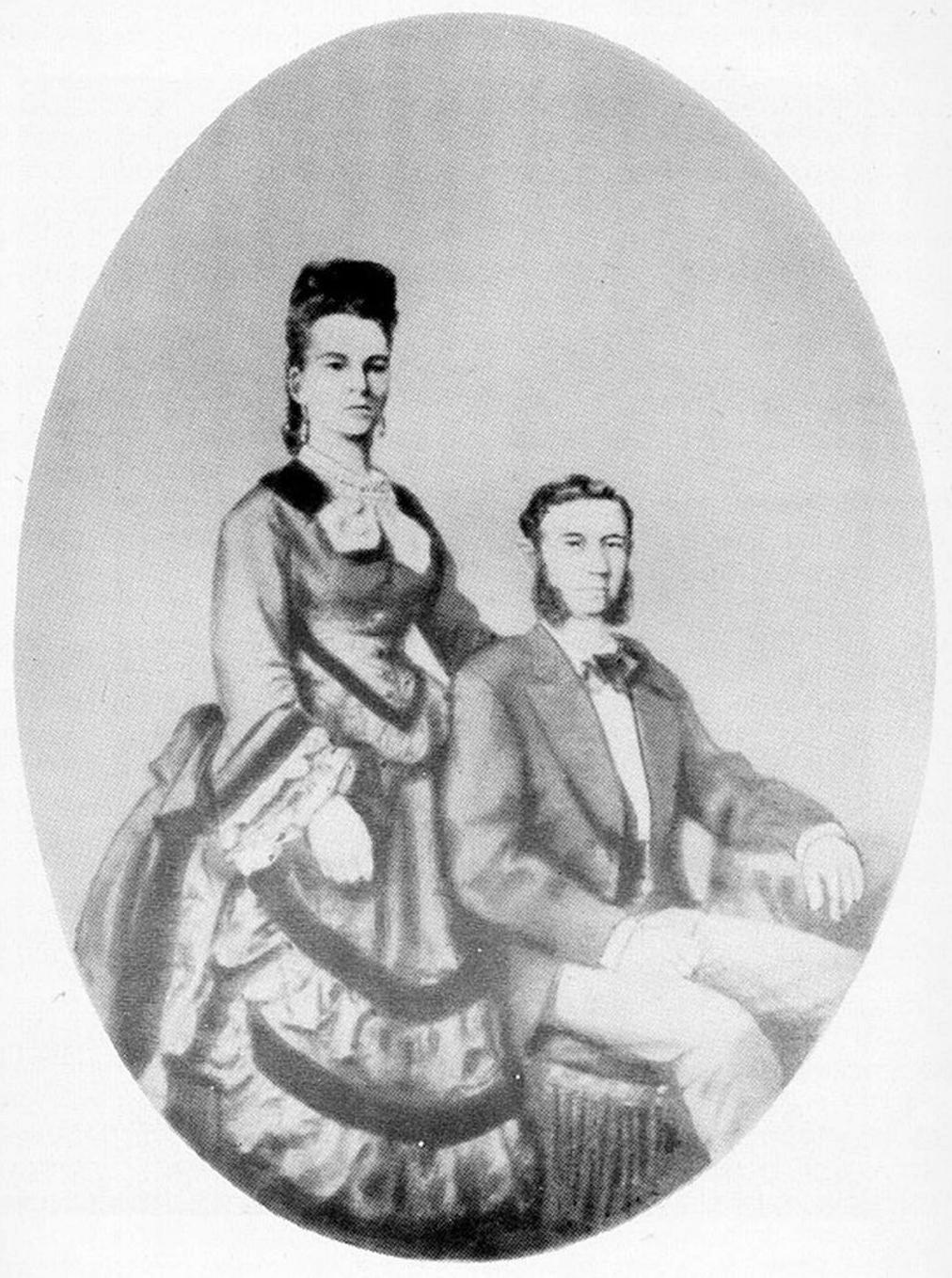
Portrait de mariage de Rosalie Ida Blun et Isidor (Isador) Straus, en 1871.

- Wilhelmine « Mindel » Freudenberg[2] (1814-1868)

Elle est la cinquième d’une fratrie de sept enfants :
- Amanda Blun (1839-1907)
- Elias Nathan Blun (1842-1878)
- Louis Blun (1843-1927)
- Augusta Caroline Blun (1845-1905)
- Moritz Blun (1850-1858)
- Abraham Blun (1853 - 1881)

Elle émigre aux États-Unis avec sa famille[Quand ?].

### Mariage
En 1871, Rosalie Ida Blun rencontre et épouse l’homme d’affaires germano-américain Isidor Straus et devient ainsi Ida Straus.
Le couple donne naissance à sept enfants, dont l’un meurt en bas âge :
- Jesse I. Straus (1872-1936), époux d’Irma Nathan (1877-1970)
- Clarence Elias Straus (1874-1876), mort en bas âge
- Percy Selden Straus (1876-1944), époux d’Edith Abraham (1882-1957)
- Sara Straus (1878 -1960), épouse du Dr Alfred Fabian Hess (en) (1875-1933)
- Minnie Straus (1880-1940), épouse du Dr Richard Weil (1876-1917)
- Herbert Nathan Straus (1881-1933], époux de Thérèse Kuhn (1884-1977)
- Vivian Straus (1886-1974), épouse du Dr Herbert Adolph Scheftel (1875-1914)
- George Dixon Straus, Jr. (1891-1956)

### Un couple fusionnel
Le couple, fusionnel, reste particulièrement attaché à sa famille, ses amis et ses proches. Il ne se passe d’ailleurs pas une seule journée sans que l’un ou l’autre des époux ne s’échange des lettres quand Isidor Straus est amené à devoir s’absenter dans le cadre de ses fonctions politiques — en qualité de représentant du 15e district de l’État de New York siégeant au Congrès américain pour le compte du Parti démocrate — ou de celui de ses affaires et activités professionnelles liées à la chaîne de magasins de vaisselle Macy’s dont il est copropriétaire aux côtés de son frère homme d’affaires et philanthrope Nathan Straus.

## Fin de vie

### USSAmerica

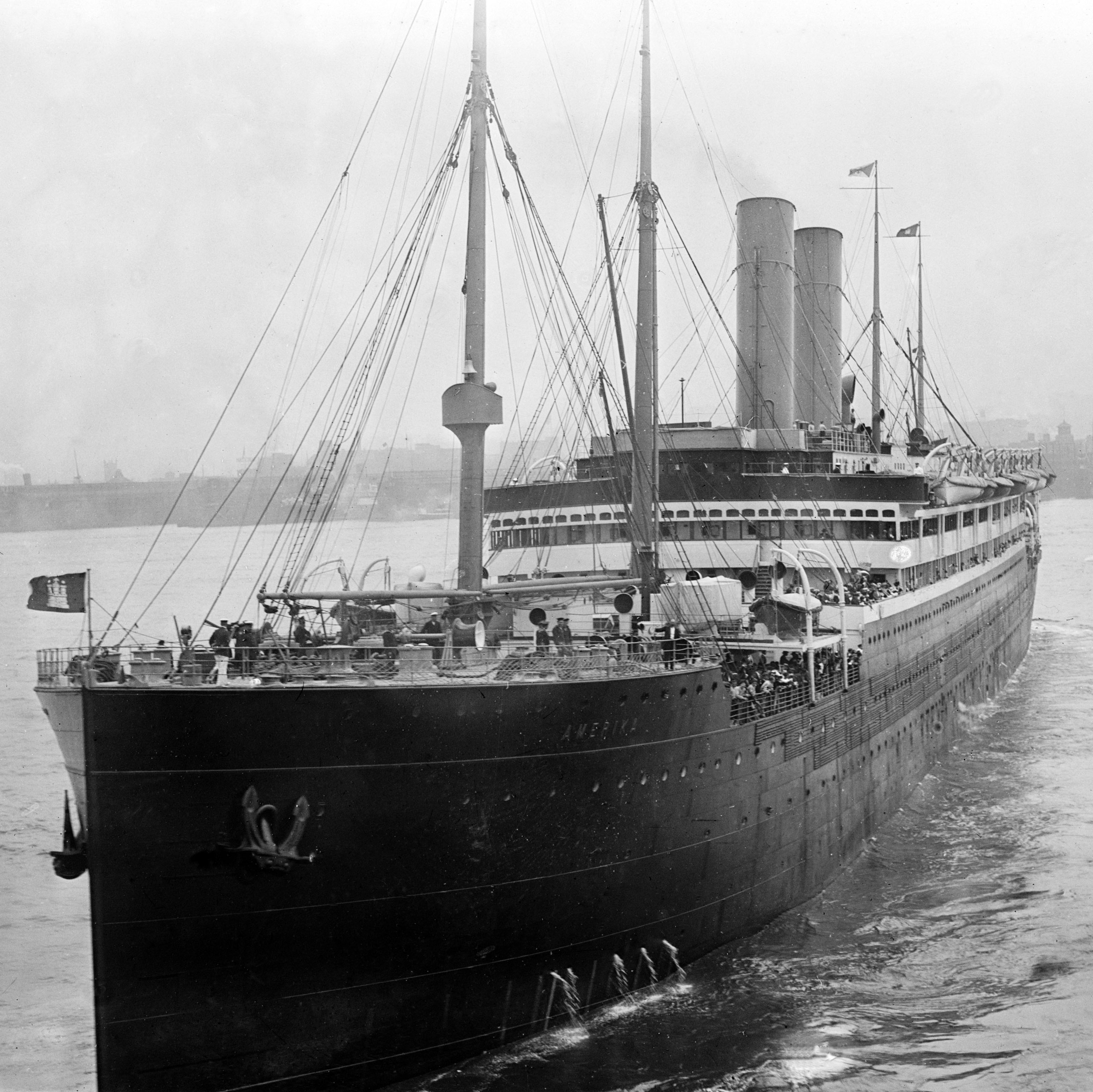
Le paquebot, affrété par Hapag-Lloyd, est emprunté par le couple Ida et Isidor Straus, lors de la première partie de leur périple en direction de l’Allemagne, avant d’embarquer sur le Titanic pour le voyage de retour en Amérique.

Au début de l’année 1912, Isidor et Ida Straus voyagent en Europe à bord du paquebot USS America affrété par Hapag-Lloyd ; ils sont accompagnés de leur petite-fille âgée de quinze ans : Beatrice Hess. En effet, sa mère Sara Straus — ainée des enfants, qui a épousé le Dr Alfred Fabian Hess — souhaite que sa fille Beatrice effectue un stage en Allemagne durant quelque temps pour y perfectionner sa maîtrise de la langue allemande, en sus de lui permettre de mieux appréhender les racines de son atavisme, sachant que la famille Straus est juive d’origine allemande.
Ida et Isidor Straus confient donc leur petite-fille Beatrice Hess à de la parenté en Allemagne.
Bien que, par principe, Isidor et Ida Straus choisissent d’ordinaire de toujours voyager sur des cargos estampillés allemands, ils sont inopinément confrontés à un impondérable[Lequel ?] qui les amène finalement à embarquer sur le voyage inaugural d’un tout nouveau navire pour envisager leur retour aux États-Unis : le Titanic.

### Naufrage duTitanic
Ida et Isidor Straus, accompagnés de leur nouvelle femme de chambre Ellen Bird et de leur majordome John Farthing, embarquent le 10 avril 1912 à bord du Titanic, sur le quai de Southampton. Ils y occupent la suite C-55/57 avec, pour numéro de ticket commun, le 17 483 PC,.
Le Titanic fait naufrage dans la nuit du 14 au 15 avril 1912.

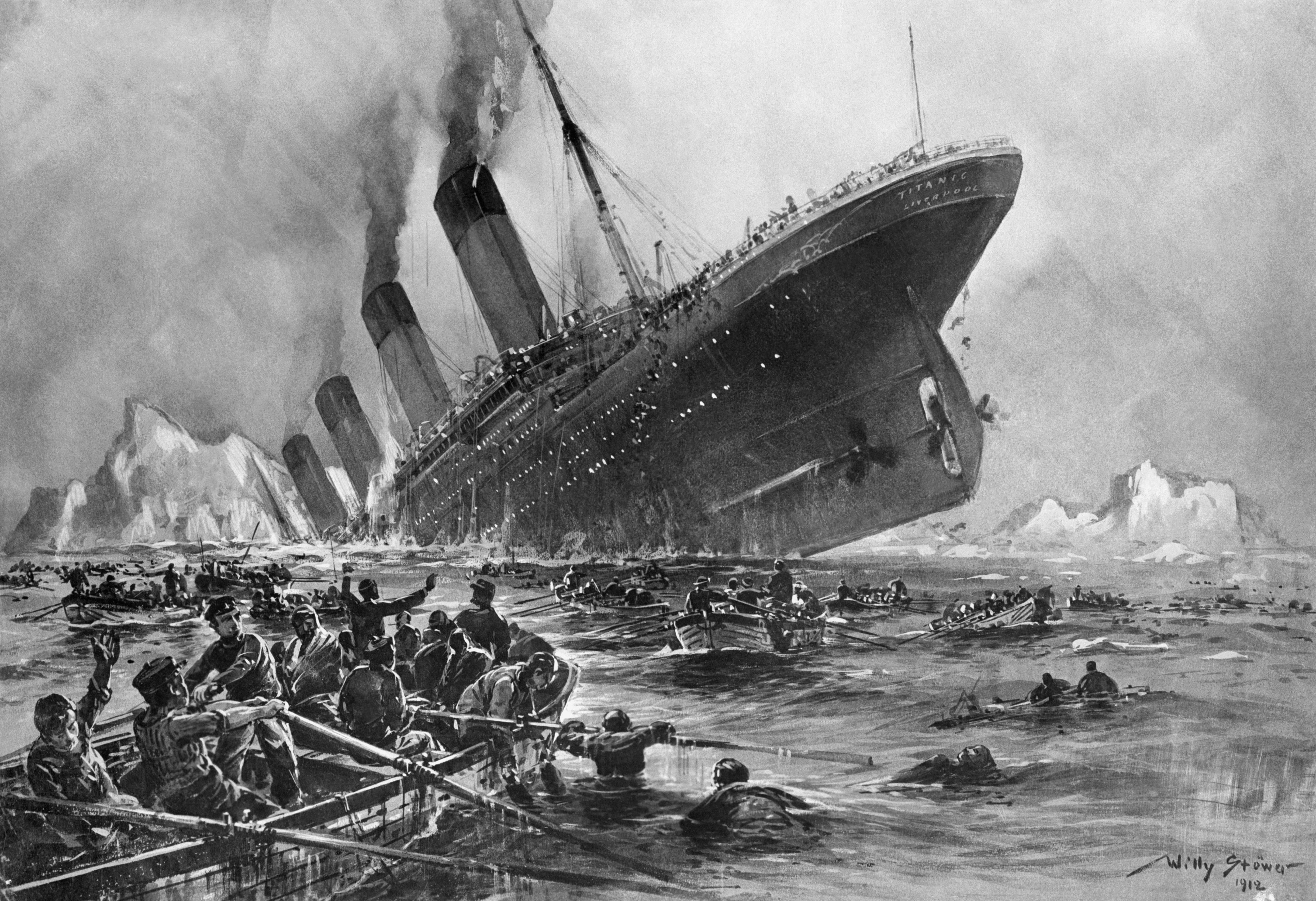
Le naufrage du Titanic, tel que dépeint par le peintre de marine allemand Willy Stöwer en 1912.

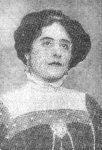
Miss Ellen Bird, femme de chambre du couple Ida et Isidor Straus, rescapée du Titanic.

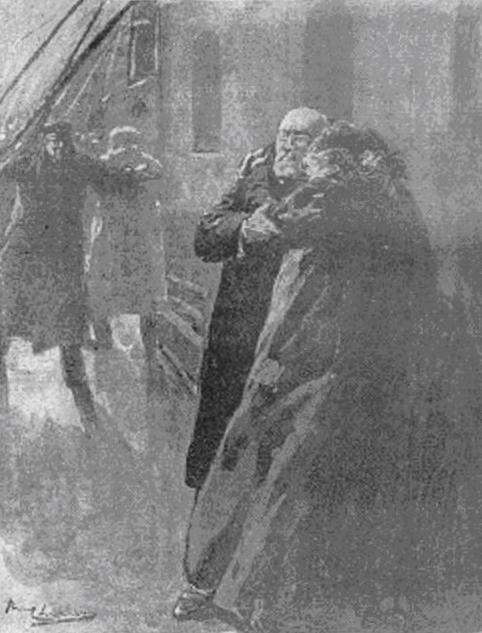
Dessin de Paul Thiriat, paru dans le quotidien français Excelsior du 20 avril 1912, représentant les derniers instants vécus par le couple Ida et Isidor Straus lors du naufrage du Titanic.

Lors du naufrage, Isidor et Ida Straus sont aperçus près du canot no 8 en compagnie de leur femme de chambre : Miss Ellen Bird. Bien que l’officier responsable de l’embarcation invite le couple âgé à monter conjointement à bord de l’embarcation avec leur bonne, Isidor Straus décline résolument cette offre, arguant de cette tirade : « Je ne vaux pas mieux qu’un autre ». De ce fait, il affirme refuser de prendre indûment la place de qui que ce soit « aussi longtemps qu’il y aura encore des femmes et des enfants sur le navire ». Il insiste alors pour que sa femme monte à bord, mais elle lui oppose alors catégoriquement une fin de non-recevoir, lui rétorquant tout de go : « Nous avons vécu ensemble pendant de nombreuses années. Où que tu ailles, je te suivrai, ! ». Ses paroles sont clairement perçues et enregistrées par l’ensemble des passagers se trouvant déjà sur la chaloupe, ainsi que par ceux alentour qui restent encore dans l’expectative de pouvoir bénéficier d’un canot de sauvetage. Ida Straus fait alors cadeau de son manteau de fourrure à sa femme de chambre, en lui disant : « Prenez ce manteau, vous en aurez bien plus besoin que moi, ».
Le film Titanic de James Cameron, sorti sur les écrans en 1997, montre ensuite une scène quelque peu « romancée » : tout le vacarme du naufrage s’estompe subrepticement — pour ne laisser place qu’à la seule musique éthérée d’un cantique : Plus près de toi, mon Dieu, de Sarah Flower Adams, interprété par l’orchestre du Titanic — pendant que l’on voit Ida et Isidor Straus tendrement enlacés et allongés dans leur cabine, vivant leurs derniers instants, voués en quelque sorte à l’étreinte de l’ultime adieu, alors que l’eau commence inexorablement à les engloutir.
Dans l'histoire réelle, Isidor et Ida Straus sont encore aperçus une dernière fois sur le pont du bateau, paisiblement assis côte à côte sur les transats du Titanic lorsque, soudain, une énorme vague déferle sur eux, les emportant conjointement et à jamais dans les méandres abyssaux du tombeau océanique,.

### Un amour invincible

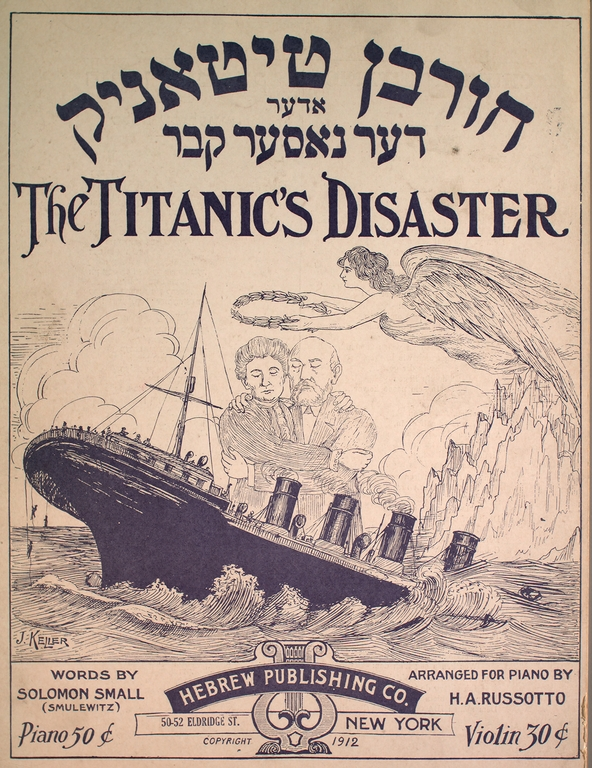
Chanson yiddish composée en hommage à Ida Straus : The « Titanic »’s Disaster. Au centre de l’image de couverture, conçue et réalisée par le dessinateur J. Keller, on voit apparaître un ange plaçant la couronne du sceau de l’immortalité sur les visages du couple Isa et Isidor Straus enlacés et réunis à jamais dans le firmament intemporel de l’éternité adoubée.

Lorsque les survivants de la catastrophe arrivent à New York à bord du Carpathia, ils sont nombreux à témoigner aux journalistes — Miss Ellen Bird la première — de la loyauté indéfectible et de la fidélité jusqu’au-boutiste de Madame Ida Straus envers son mari. Cette histoire provoque un émoi considérable au sein de la communauté juive. Et pourtant, de nombreux journaux américains et britanniques se bornent à ne souligner que le seul dévouement admirable et prétendument bien-pensant de nombreux hommes « chrétiens » « de race blanche » qui se seraient volontairement sacrifiés en restant à bord, à dessein de permettre aux femmes et enfants de bénéficier des canots de sauvetage. Inversement, les « lâches » qui auraient paniqué ou tenté à tout prix de sauver leurs vies sont arbitrairement étiquetés de « latino », « italiens », « étrangers » ou « juifs »… ce qui, paradoxalement, n’empêche pas ces mêmes journaux de louer le valeureux courage de plusieurs victimes — telles que Benjamin Guggenheim, par exemple — en les assimilant ostentatoirement à une bravoure « anglo-saxonne » exemplaire, passant ainsi sciemment outre sur leurs racines juives.
Ainsi, aux yeux de la communauté juive, le cas d’Ida Straus n’incarne pas seulement l’apanage d’une femme éminemment courageuse, mais également celui d’une fidélité hors norme alliée à un sens de l’engagement inébranlable qui l’ont amenée à refuser envers et contre tout d’abandonner son mari, même en étant confrontée à la perspective d’une mort inéluctable. De nombreux rabbins, lors de leurs congrégations, témoignent de son abnégation paroxystique ; plusieurs articles lui sont également consacrés en langue yiddish et en allemand ; diverses parutions rendent hommage à ses mérites ; une chanson est même composée en son honneur, The « Titanic »'s Disaster,, dont les paroles mettent en exergue les derniers instants vécus par le couple Straus. Cette chanson acquiert une certaine notoriété et popularité auprès de la population juive américaine.
Si le corps d’Isidor Straus a pu être identifié et rapatrié aux États-Unis, la dépouille d’Ida Straus, elle, n’a jamais été retrouvée.

## Hommages posthumes

### Portraits cinématographiques
- 1953 : Helen Van Tuyl — Titanic
- 1958 : Helen Misener — Atlantique, latitude 41°[trad 11]
- 1979 : Nancy Nevinson — téléfilm S.O.S. « Titanic »
- 1996 : Janie Woods-Morris — téléfilm Le « Titanic »
- 1997 : Elsa Raven — Titanic
- 1997 : Alma Cuervo (en) — comédie musicale Titanic[note 7]

### Épitaphes

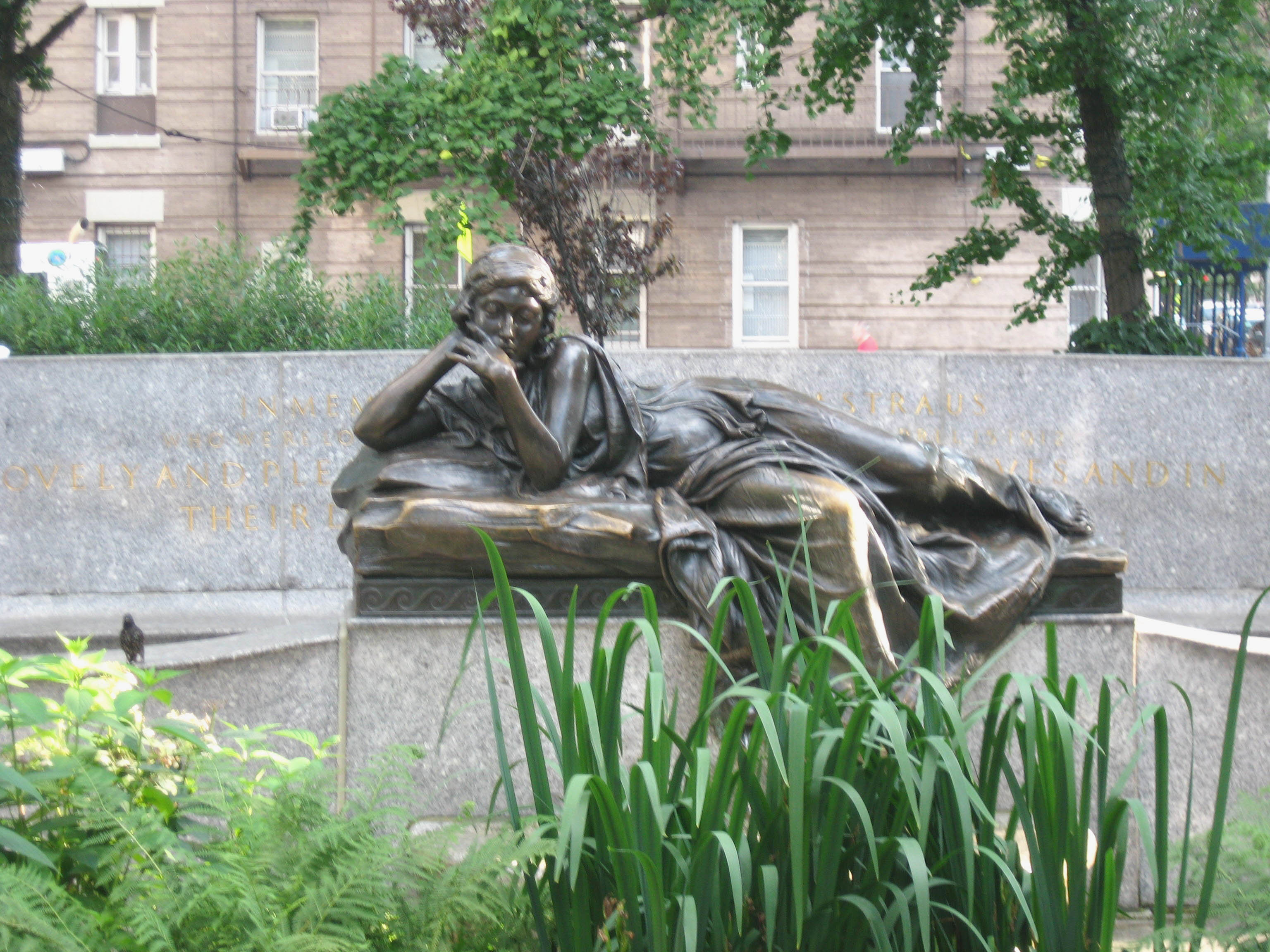
106th Street Memorial.

Quatre épitaphes sont dédiées à Isidor et Ida Straus dans leur pays et ville d’adoption à New York :
- jusqu’en 2005, une plaque commémorative est affichée à l’étage principal des magasins Macy’s de Manhattan[8], avant d’être restituée aux descendants de la famille Straus, lorsque la zone de construction est réaménagée ;
- un « memorial » dédié à Isidor et Ida Straus, au sein du Straus Park (en), sis à l’intersection de Broadway et de West End Avenue (en), au W. 106th Street (Duke Ellington Boulevard) de Manhattan ;
- une école publique de New York, dans le quartier de Manhattan : Public School 198, Isador E. Ida Straus[1] ;
- le corps d’Isidor Straus est enterré au cimetière de Woodlawn, dans le Bronx, après avoir été rapatrié en Amérique par le navire britannique CS Mackay-Bennett[note 6]. Sa pierre tombale fait également office de cénotaphe pour son épouse Ida Straus[9].

### Citations
« Aucune source d’eau ne saurait étancher la soif d’aimer !
Aucun raz-de-marée ne saurait l’engloutir,, ! »

— The Bible, Solomon’s Song

## Publications
- (en + yi + he) Solomon Smulewitz et Heny A. Russoto (ill. J. Keller), Der Naser Keiver : Churban Titanic [« The « Titanic »’s Disaster / Urban Titanic »], Repository Special Collections Department, Mississippi State University Libraries Digital Publisher Mississippi State University Libraries (electronic version), New York, Hebrew Publishing Company, 50-52 Eldrige, New York, 1912, Hebraic Section, coll. « Original collection Charles H. Templeton, Sr. sheet music collection » (no 32278009433099), 1912 (réimpr. 19 avril 2007, en édition électronique) (1re éd. 1912), 3 p. (présentation en ligne, lire en ligne [[PDF]])|
- (en) John P. Eaton et Charles A. Haas, Titanic : Triumph and Tragedy, W.W. Newton & Company, 2 mai 1995 (réimpr. 1995), 2e éd. (1re éd. 1986), 352 p. (ISBN 978-0-393-03697-8, 0393036979 et 0-393-036979)
- Joan Adler, Many waters cannot quench love – neither can the floods drown it, Smithtown, NY, Straus Historical Society, Inc., 2001, [doc] (lire en ligne).
- [NWCTB 85 T715] National Archives, List or Manifest of Alien Passengers for the United States Immigration Officer At Port Of Arrival, vol. 4183 : Contract Ticket List, White Star Line 1912, New York, National Archives, coll. « Ship: Carpathia », 18-19 juin 1912, « NRAN-21-SDNYCIVCAS-55[279] »
- Colonel Archibald Gracie IV, The Truth about the « Titanic », Mitchell Kennerly, 4 mai 1913 (présentation en ligne)
- (en) Eve M. Kahn, « Titanic Centennial: Salvage and Memories », New York Times, New York « Antiques »,‎ 6 octobre 2011 (ISSN 0362-4331, lire en ligne [html])
- (en) Mark Baber, « Ida Strauss estate $260,000 », New York Times, New York « Antiques »,‎ 22 juin 1912 (ISSN 0362-4331, lire en ligne)